# Famille de Nysa
La famille de Nysa (ou parfois famille d'Hertha) est une famille d'astéroïdes de la ceinture principale. Ses membres orbitent autour du Soleil à des distances comprises entre 2,41 et 2,5 unités astronomiques. Ces astéroïdes ont des excentricités entre 0,12 et 0,21 et des inclinaisons de 1,4 à 4,3°.

## Membres les plus importants
- (44) Nysa
- (135) Hertha
- (142) Polana
- (750) Oskar
- (2984) Chaucer
- (2391) Tomita
- (2509) Chukotka
- (2710) Veverka
- (3048) Guangzhou
- (3069) Heyrovsky
- (3172) Hirst
- (3467) Bernheim
- (3952) Russellmark
- (4797) Ako
- (5075) Goryachev
- (5394) Jurgens
- (7629) Foros
- (9922) Catcheller